# Die Reise nach Marrakesch
Die Reise nach Marrakesch ist ein deutsches Filmmelodram aus dem Jahre 1949 von Richard Eichberg.

## Handlung
Armande Colbert, eine ebenso verwöhnte wie gelangweilte Frau der gehobenen Pariser Gesellschaft und Gattin eines berühmten Chirurgen, verbringt ihre Zeit mit zahlreichen Liebesabenteuern. Eifrigster Verehrer ist der Spekulant Orliac, der jedoch nicht so recht zum Zuge kommt. Armandes derzeitiger Geliebter ist der Kunstmaler Jacques, der jedoch in ihre beste Freundin Liliane verliebt ist. Während seines Aufenthaltes im marokkanischen Casablanca kommt es seinetwegen zu einer heftigen Auseinandersetzung zwischen den beiden Rivalinnen um seine Gunst. Jacques bekommt diesen Streit eher zufällig mit, springt daraufhin in sein Auto und verursacht wenig später einen schweren Unfall, bei dem er stirbt.
Armande Colbert tröstet sich bald darauf mit einem anderen Mann, Capitaine Blanchard. Eines Tages erreichen Armande anonyme Briefe, in denen ihr Tod innerhalb der kommenden zwölf Monate avisiert wird. Armande tippt auf Orliac als die „giftige Feder“, da sie ihn allzu oft hat abblitzen lassen. In Todesangst gesteht Armande ihrem Mann alles und gelobt für die Zukunft reumütig Besserung. Professor Colbert verzeiht ihr und kauft für sich und seine Frau in Marrakesch ein Palais. Dort will er nach all den turbulenten Ereignissen der vergangenen Zeit und den ehezerstörenden Männerbeziehungen Armandes mit seiner Frau endlich zur Ruhe kommen. Doch in der Nacht vor der Abreise erfüllt sich der in den Briefen angekündigte Fluch: Die von Armande betrogene Liliane erschießt diese aus Rache für den Verlust des geliebten Jacques.

## Produktionsnotizen
Dem Film liegt ein französischer Dreiakter von Benno Vigny zugrunde: Le voyage à Marrakech, „ein mondänes Cocktail-Schauspiel mit einem Schuß moralisierender Gesellschaftskritik und etlichen Prisen lesbischer Capricen zwischen dem Frauenpaar Armande-Rosine.“
Die Reise nach Marrakesch war Eichbergs letzte Filmregie. Im Januar 1949 war er aus den USA, wo er rund zehn Jahre lang im Exil gelebt hatte, nach Deutschland heimgekehrt und ließ sich in München nieder. Mitte desselben Jahres reiste er mit einer Crew nach Marokko, um dort in Casablanca und dessen Umgebung die Außenaufnahmen für diesen Film herzustellen. Die Atelieraufnahmen entstanden in Geiselgasteig und wurden vom 29. August bis zum 15. Oktober 1949 angefertigt. Die Uraufführung von Die Reise nach Marrakesch fand am 21. Dezember 1949 in Frankfurt am Main und in München statt.
Die Gesamtkosten beliefen sich auf rund 1,5 Millionen DM.
Eichbergs letzte Arbeit vor Die Reise nach Marrakesch war der zwölf Jahre zuvor in Indien gedrehte Zweiteiler Der Tiger von Eschnapur und Das indische Grabmal gewesen. Der überwältigende Publikumserfolg dieses Filmstoffs im Kinojahr 1938 und die erfolgreiche Wiederaufführung in den Westzonen ließen in Eichberg die Idee reifen, seine Regiekarriere mit einem erneut an exotischen Schauplätzen spielenden Film wiederaufzunehmen. Das Ergebnis war ein einziges Fiasko, wie Curt Riess in seinem Erinnerungsband 'Das gibt‘s nur einmal' schreibt.

„Der Inhalt? Hier liegt der Hund begraben. Eichberg hatte sich alten Kintopp schreiben lassen. Er wollte ein altes, oft bewährtes Rezept noch einmal benutzen. Es war einmal zu oft. […] Die Leute lachen an den tragischen Stellen, wenn sie nicht schon eingeschlafen sind. […] Hinter der Bühne sitzt der alte Richard Eichberg und weint. Der Skandal – der bisher größte Nachkriegsfilmskandal – ist, wie sich nachher herausstellen wird, gesteuert. […] Übrigens spielt der Film sein Geld ein. Er ist eben exotisch. Er zeigt fremde Länder, fremde Sitten – das wollen die Leute sehen, besonders in den kleinen Städten und auf dem flachen Lande, selbst, wenn sie die Handlung nicht verstehen, nicht verstehen können. Aber dieser Film fordert auch seine Opfer. Luise Ullrich, die sich vergeblich bemüht, der unmöglichen Figur der Armande Leben einzuhauchen, wird auf Jahre hinaus vom deutschen Film boykottiert. […] Und Richard Eichberg? Er stirbt an diesem seinen ersten wirklichen Filmdurchfall. […] Er hat keine Freude mehr am Filmen...“

In Österreich lief der Film unter dem Titel Liebesabenteuer in Casablanca.
Die Filmbauten stammen von Willi A. Herrmann und Heinrich Weidemann.

## Kritiken
Die Illustrierte Film-Bühne fand, dass Die Reise nach Marrakesch „ein bisschen wie eine Lobbyarbeit für die sich etablierende Reisebranche wirkt“.
Das Lexikon des Internationalen Films urteilte kurz: „Triviale Liebes- und Abenteuerschnulze.“
Auch die Frankfurter Rundschau und die Süddeutsche Zeitung besprachen zum Jahresende 1949 den Film negativ; der Kritiker des letztgenannten Blattes, Alfred Dahlmann, befand, es handele sich bei Die Reise nach Marrakesch um den schlechtesten Film, den er je gesehen habe.